# LaGrange, Indiana
LaGrange är administrativ huvudort i LaGrange County i Indiana. Vid 2010 års folkräkning hade LaGrange 2 625 invånare.